# 프레드 컬리
프레드 컬리(영어: Fred Kerley)로도 알려져 있는 프레더릭 리 컬리(영어: Fredrick Lee Kerley, 1995년 5월 7일~)는 미국의 육상 선수로 주 종목은 단거리 달리기이다. 2020년 이전에는 400m 달리기 종목에서 주로 활동했으며 현재는 100m와 200m 달리기 종목에서 활동하고 있다. 그는 2020년 하계 올림픽 100m 달리기 종목에서 은메달을 획득했으며 2022년 세계 선수권 대회 100m 금메달을 포함하여 세계 육상 선수권 대회에서 메달 5개를 획득했다.
2019년에 세운 400m 달리기 개인 기록 43.64초는 역대 400m 기록 중 8번째로 빠른 기록이며 2022년에 세운 100m 달리기 개인 기록 9.76초는 역대 100m 기록 중 6번째로 빠른 기록이다. 또한 그는 마이클 노먼과 웨이드 판 니케르크와 함께 100m에서 10초 미만, 200m에서 20초 미만, 400m에서 44초 미만을 기록한 3명의 선수 중 한 명이다.